# میمون جیغ‌کش
میمون‌های جیغ‌کش (به انگلیسی: Howler monkeys) زیرخانواده ای از میمون است که بیشتر در جنگل‌های آمریکای جنوبی یافت می‌شوند. برخی از این میمون‌ها تا ۱۲۰ سانتی‌متر قد می‌کشند و بزرگ‌ترین میمون‌های بر جدید به حساب می‌آیند. این میمون‌ها جیغ‌های بلندی می‌کشند که حتی تا ۵ کیلومتر و در جنگل‌های انبوه نیز شنیده می‌شود.

## طبقه‌بندی
- A. palliata group
  - جیغ‌کش جزیره کویبا، Alouatta coibensis
    - جیغ‌کش جزیره کویبا
    - Azuero howler, Alouatta coibensis trabeata

  - میمون جیغ کش یالدار، Alouatta palliata
    - Ecuadorian mantled howler, Alouatta palliata aequatorialis
    - Golden-mantled howler, Alouatta palliata palliata
    - Mexican howler monkey, Alouatta palliata mexicana

  - جیغ‌کش سیاه گواتمالایی، Alouatta pigra
- A. seniculus group
  - جیغ‌کش خرسی، Alouatta arctoidea
  - جیغ‌کش دست‌قرمز، Alouatta belzebul
  - جیغ‌کش دست‌قرمز اشپیکس، Alouatta discolor
  - جیغ‌کش قهوه‌ای، Alouatta guariba
    - جیغ کش قهوه ای شمالی، Alouatta guariba guariba
    - Southern brown howler, Alouatta guariba clamitans

  - Juruá red howler, Alouatta juara
  - جیغ‌کش قرمز گویان، Alouatta macconnelli
  - جیغ‌کش سیاه آمازون، Alouatta nigerrima
  - جیغ‌کش قرمز پاراس، Alouatta puruensis
  - جیغ‌کش قرمز بولیوی، Alouatta sara
  - جیغ‌کش قرمز ونزوئلا، Alouatta seniculus
  - جیغ‌کش دست‌قرمز مارانیائو، Alouatta ululata
- A. caraya group
  - جیغ‌کش سیاه، Alouatta caraya

## نگارخانه

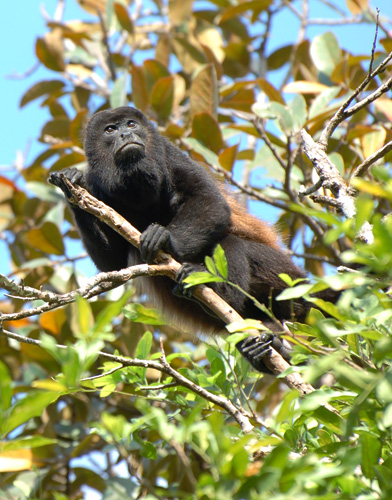
میمون جیغ‌کش یالدار در کاستاریکا
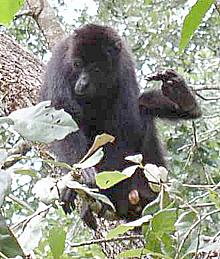
Howler, Belize
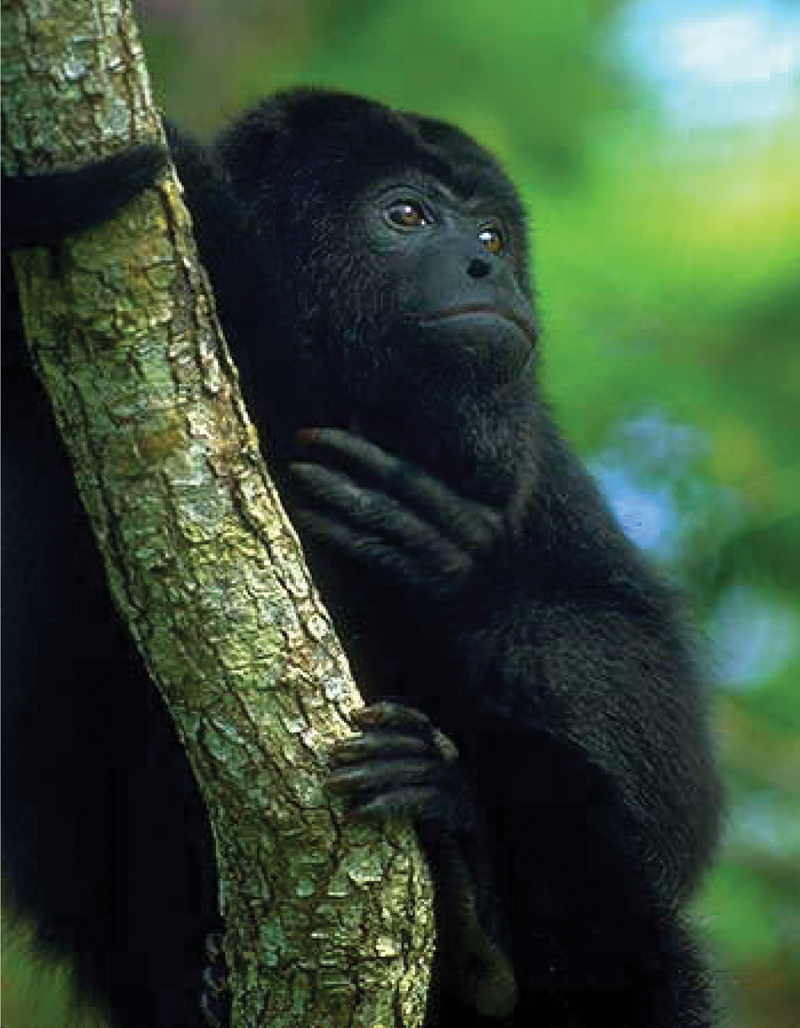